# Råtjärnen (Malungs socken, Dalarna, 670096-139113)
Råtjärnen är en sjö i Malung-Sälens kommun i Dalarna och ingår i Göta älvs huvudavrinningsområde.